# Premier Soccer
Premier Soccer è un videogioco di calcio arcade pubblicato nel 1993 dalla Konami.
Il gioco è caratterizzato da basso realismo rispetto al calcio giocato, con acrobazie e tiri impossibili.
È il primo arcade calcistico della Konami, più nota per le serie calcistiche per piattaforme domestiche. La Konami negli anni successivi ha prodotto altri arcade di calcio, ma dal gameplay differente e con una tecnologia più orientata al 3-D, tra questi Soccer Superstars, Five a Side Soccer, Versus Net Soccer e Heat of Eleven '98. Parallelamente nel 1995 la softwarehouse Visco Corporation produsse per Neo Geo Goal! Goal! Goal!, un gioco dal gameplay palesemente ispirato a quello di Premier Soccer.

## Modalità di gioco
Si utilizzano due pulsanti adibiti rispettivamente a tiro/scivolata e a passaggio/tackle violento.
È da notare come il tiro sia il più delle volte inefficace tranne quando viene calciato di prima con una rovesciata o una girata al volo.
I passaggi sono guidati verso il giocatore che riceve palla, e se quest'ultimo si sposta prima ancora di ricevere il passaggio la palla cambia direzione e segue il calciatore; è possibile effettuare anche passaggi al volo di testa, mentre se si è nelle vicinanze dell'area avversaria con il secondo pulsante al volo si tira di testa in elevazione oppure di testa in tuffo.
In fase di non possesso palla con la scivolata non si viene mai sanzionati, mentre con il tackle se l'arbitro è nelle vicinanze viene fischiato il fallo e il calciatore viene ammonito.
Premendo contemporaneamente entrambi i pulsanti con la palla tra i piedi si effettua una bicicletta.
Premier Soccer è stato il primo videogioco arcade di calcio a proporre una scelta iniziale sulla visuale di gioco, tra quattro varianti di profondità dello zoom. È anche il primo arcade di calcio ad esibire le divise reali delle squadre nazionali di calcio con tanto di divise di riserva, nonché il primo a presentare dei gruppi continentali di qualificazione, cinque con otto nazionali a testa.
La competizione è un mondiale di calcio indetto dalla Konami dove il giocatore deve prima vincere il torneo ad eliminazione diretta del proprio gruppo continentale (tre incontri dove in caso di parità si va ai rigori) e poi sfidare le altre quattro squadre vincitrici dei rispettivi gruppi continentali, potendo scegliere l'ordine delle quattro sfide (in questi quattro incontri se si pareggia si termina il gioco).
In caso di vittoria del trofeo si effettua un ultimo incontro contro la Extra, una squadra in divisa nera formata da calciatori di grande stazza fisica e ottime doti atletiche.
In ogni squadra i calciatori variano per l'aspetto fisico.